# جری آرمسترانگ (بازیکن فوتبال)
جری آرمسترانگ (انگلیسی: Gerry Armstrong؛ زادهٔ ۲۳ مهٔ ۱۹۵۴ بازیکن فوتبال اهل ایرلند شمالی است. او برای باشگاه فوتبال تاتنهام هاتسپر بازی می‌کند.
وی همچنین در تیم ملی فوتبال ایرلند شمالی بازی کرده‌است.